# ستاد توسعه علوم و فناوری‌های سلول‌های بنیادی

ستاد توسعه علوم و فناوری‌های سلول‌های بنیادی معاونت علمی و فناوری ریاست جمهوری

ستاد توسعه علوم و فناوری‌های سلول‌های بنیادی یکی از ستادهای معاونت علمی و فناوری ریاست جمهوری است که از سال ۱۳۸۷ با هدف توسعه علوم و فناوری‌های سلول‌های بنیادی و پزشکی بازساختی در سطح کشور شروع به فعالیت نموده‌است تا با شناسایی نخبگان فعال در این حوزه از علوم، ظرفیت‌های موجود در حوزه آموزش و تحقیقات، تربیت منابع انسانی، ارائه خدمات بالینی و توسعه شرکت‌های مستعد؛ بستر لازم جهت مدیریت، راهبری و گسترش این ظرفیت‌ها را در سطح ملی فراهم و محقق سازد. این ستاد وظیفه اجرایی‌سازی «سند ملی علوم و فناوری‌های سلول‌های بنیادی» را بر عهده دارد. این سند در جلسه ۷۳۷ مورخ ۹۲/۷/۲۳ شورای عالی انقلاب فرهنگی و با استناد به بند (۳–۲) فصل سوم سند نقشه جامع علمی کشور به تصویب رسیده‌است.
در حال حاضر ستاد توسعه علوم و فناوری‌های سلول‌های بنیادی در ۳ عرصه اصلی ذیل مشغول به فعالیت می‌باشد:
1. توسعه مراکز ارائه‌دهنده خدمات سلول‌درمانی و پزشکی بازساختی
2. توسعه تجاری‌سازی بازار محصولات سلولی
3. توسعه آموزش، پژوهش و منابع انسانی

این ستاد با ایجاد مدیریت‌ها، کمیته‌ها و انجمن‌های دانشجویی در سراسر کشور زمینه پیشرفت در حوزه سلول‌های بنیادی و پزشکی بازساختی را فراهم کرده‌است.

## دبیر ستاد
در بهار سال ۱۳۹۴، طی حکمی از سوی معاون علمی و فناوری رئیس‌جمهور، امیرعلی حمیدیه به عنوان دبیر ستاد توسعه علوم و فناوری‌های سلول‌های بنیادی منصوب شد. از سوابق علمی و اجرایی امیرعلی حمیدیه می‌توان به عضو هیئت علمی دانشگاه علوم پزشکی تهران، عضو هیئت رئیسه پیوند سلول‌های بنیادی آسیا و اقیانوسیه، نماینده انجمن پیوند سلول‌های بنیادی خون‌ساز شرق مدیترانه در انجمن جهانی پیوند سلول‌های بنیادی خون‌ساز و مؤسس بانک اهداکنندگان سلول‌های بنیادی ایران اشاره کرد. پیش‌تر محمد واسعی دبیری این ستاد را بر عهده داشت.